# The Climax
The Climax – amerykański film grozy z 1944 roku w reżyserii George'a Waggnera. Film jest adaptacją sztuki Edwarda Locke'a, choć niewiele ma wspólnego z oryginałem. Miał być początkowo sequelem filmu Upiór w operze z 1943 roku, jednak odstąpiono od tego pomysłu. 

## Fabuła
Wiedeński lekarz, doktor Hohner, pod wpływem ataku zazdrości morduje swoją narzeczoną, primadonnę. Po dziesięciu latach, słyszy głos innej śpiewaczki Angeli, która przypomina mu dawną miłość. Doktor postanawia ją zdobyć za wszelką cenę.

## Obsada
- Boris Karloff – doktor Friedrich Hohner
- Susanna Foster – Angela Klatt
- Turhan Bey – Franz Munzer
- Gale Sondergaard – Luise
- Thomas Gomez – hrabia Seebruck
- June Vincent – Marcellina
- George Dolenz – Amato Roselli
- Ludwig Stössel – Carl Baumann
- Jane Farrar – Jarmila Vadek
- Ernö Verebes – Brunn
- Lotte Stein – Mama Hinzl
- Scotty Beckett – The King
- William Edmunds – Leon
- Maxwell Hayes – hrabia Romburg
- Dorothy Lawrence – panna Metzger

## Nagrody
Film był nominowany do Oscara za najlepszą scenografię.